# Digitális működési reziliencia rendelet
A digitális működési rezilienciáról szóló rendelet (angolul Digital Operational Resilience Act, rövidítve DORA), hivatalos nevén (EU) 2022/2554 rendelet egy európai uniós rendelet, amely arra kötelezi a pénzügyi szervezeteket, hogy javítsák digitális működési ellenálló képességüket.

## Célja
A DORA célja, hogy javítsa az Európai Unióban működő pénzügyi szervezetek és IKT-beszállítóik digitális működési ellenálló képességét, és egységes szabályozási keretet hozzon létre az egész Európai Unióban annak érdekében, hogy a pénzügyi ágazat teljes értékláncában csökkentse a kiberfenyegetésekkel szembeni érzékenységet. A DORA emellett harmonizálni kívánja a pénzügyi ágazat informatikai rendszereinek biztonságára vonatkozó nemzeti szabályozásokat, ezáltal az európai pénzügyi piac egészét erősítve a kiberkockázatokkal és az információs és kommunikációs technológiai incidensekkel szemben.

## Hatálya
A rendelet a pénzügyi szervezetekre és az IKT-szolgáltatások harmadik féltől származó szolgáltatóira vonatkozik. A 2. cikk a következőképpen határozza meg a pénzügyi szervezeteket:
- hitelintézetek
- pénzforgalmi intézmények
- számlainformációkat összesítő szolgáltatók
- elektronikuspénz-kibocsátó intézmények
- befektetési vállalkozások
- kriptoeszköz-szolgáltatók, valamint az eszközalapú tokenek kibocsátói
- központi értéktárak
- központi szerződő felek
- kereskedési helyszínek
- kereskedési adattárak
- alternatívbefektetésialap-kezelők
- alapkezelő társaságok
- adatszolgáltatók
- biztosítók és viszontbiztosítók
- biztosításközvetítők, viszontbiztosítás-közvetítők és a kiegészítő biztosításközvetítői tevékenységet végző személyek
- foglalkoztatói nyugellátást szolgáltató intézmények
- hitelminősítő intézetek
- kritikus referenciamutatók kezelői
- közösségi finanszírozási szolgáltatók
- értékpapírosítási adattárak
- harmadik fél IKT-szolgáltatók

A rendelet kifejezetten nem alkalmazható a következőkre:
- a 2011/61/EU irányelv 3. cikkének (2) bekezdésében említett alternatívbefektetésialap-kezelők
- a 2009/138/EK irányelv 4. cikkében említett biztosítók és viszontbiztosítók
- olyan nyugdíjkonstrukciókat működtető foglalkoztatói nyugellátást szolgáltató intézmények, amely nyugdíjkonstrukciók összesen nem rendelkeznek tizenötnél több taggal
- a 2014/65/EU irányelv 2. és 3. cikke alapján mentességet élvező természetes vagy jogi személyek
- mikrovállalkozásnak vagy kis- vagy középvállalkozásnak minősülő biztosításközvetítők, viszontbiztosítás-közvetítők és kiegészítő biztosításközvetítői tevékenységet végző személyek
- a 2013/36/EU irányelv 2. cikke (5) bekezdésének 3. pontjában említett postai elszámolóközpontok

## Arányossági elv
A 4. cikk meghatározza az arányosság elvét, ami néhány kivételt eredményez a kisebb vállalkozások számára, amelyek méretük ellenére a rendelet hatálya alá tartoznak. Ez lehetővé teszi egyes követelmények egyszerűsített végrehajtását a vállalkozás általános kockázati profiljának megfelelően. Erre példa a 16. cikk szerinti egyszerűsített IKT kockázatkezelési keretrendszer egy szabályozástechnikai standarddal (RTS) kombinálva.

## Szerkezete
A rendelet 64 cikkből áll, amelyek 9 fejezetre oszlanak:
- Általános rendelkezések (1–4. cikk)
- IKT-kockázatkezelés (5–16. cikk)
- Az IKT-vonatkozású események kezelése, osztályozása és bejelentése (17–23. cikk)
- A digitális működési reziliencia tesztelése (24–27. cikk)
- A harmadik féltől eredő IKT-kockázat kezelése (28–44. cikk)
- Információmegosztásra vonatkozó megállapodások (45. cikk)
- Illetékes hatóságok (46–56. cikk)
- Felhatalmazáson alapuló jogi aktusok (57. cikk)
- Átmeneti és záró rendelkezések (58–64. cikk)

Ezenkívül az Európai Felügyeleti Hatóságok szabályozástechnikai standardokat (regulatory technical standard, rövidítve RTS) és végrehajtás-technikai standardokat (implementing technical standard, rövidítve ITS) dolgoznak ki, amelyek az Európai Unió Hivatalos Lapjában való közzétételükkel jogilag is kötelező erejűvé válnak:
| Típus          | Tárgy | DORA-hivatkozás | Bevezetve                                                    | Állapot                                                                 |
| -------------- | --- | --------------- | ------------------------------------------------------------ | ----------------------------------------------------------------------- |
| RTS            | IKT-kockázatkezelési keretrendszer | 15. cikk        | A Bizottság (EU) 2024/1774 felhatalmazáson alapuló rendelete | Hatályos                                                                |
| RTS            | Egyszerűsített IKT-kockázatkezelési keretrendszer | 16. cikk (3)    | A Bizottság (EU) 2024/1774 felhatalmazáson alapuló rendelete | Hatályos                                                                |
| RTS            | Az IKT-vonatkozású események és a kiberfenyegetések osztályozása | 18. cikk (3)    | A Bizottság (EU) 2024/1772 felhatalmazáson alapuló rendelete | Hatályos                                                                |
| RTS            | Jelentős IKT-vonatkozású eseményekre vonatkozó jelentések tartalma | 20. cikk (a)    |                                                              | Elfogadva 2024. október 23-án, a Hivatalos Lapban való közzétételre vár |
| ITS            | Pénzügyi szervezetek számára létrehozott, jelentős IKT-vonatkozású esemény bejelentésére szolgáló szabványos űrlapok, sablonok és eljárások                              | 20. cikk (b)    |                                                              | 2024. július 17-én közzétett végleges tervezet                          |
| RTS            | Fenyegetés alapú behatolási tesztelés | 26. cikk (11)   |                                                              | 2024. július 17-én közzétett végleges tervezet                          |
| ITS            | Információ-nyilvántartás céljából létrehozott mintadokumentumok | 28. cikk (9)    |                                                              | A Bizottság által 2024. szeptember 3-án elutasított tervezet            |
| RTS            | Harmadik fél IKT-szolgáltatók által nyújtott, kritikus vagy fontos funkciókat támogató IKT-szolgáltatások igénybevételére vonatkozó szabályzat (harmadik fél szabályzat) | 28. cikk (10)   | A Bizottság (EU) 2024/1773 felhatalmazáson alapuló rendelete | Hatályos                                                                |
| RTS            | Kritikus vagy fontos funkciókat támogató IKT-szolgáltatások alvállalkozásba adásakor meghatározandó elemek                                                               | 30. cikk (5)    |                                                              | 2024. július 26-án közzétett végleges tervezet                          |
| Iránymutatások | Az EFH-k és az illetékes hatóságok között folytatandó együttműködés a felügyeleti keretrendszer felépítésére vonatkozóan                                                 | 32. cikk (7)    |                                                              | Közzétéve 2024 november 6-án                                            |
| RTS            | A felvigyázási tevékenységek végzését lehetővé tevő előfeltételek harmonizálása                                                                                          | 41. cikk        |                                                              | Elfogadva 2024. október 24-én, a Hivatalos Lapban való közzétételre vár |

## Hatása
A DORA hatással lesz a nyugdíjrendszerekre is. A 15-nél több, de 100-nál kevesebb taggal rendelkező nyugdíjrendszerekre egyszerűsített IKT-kockázatkezelési keretrendszer vonatkozik majd.

## Fordítás
Ez a szócikk részben vagy egészben  a   Digital Operational Resilience Act című angol Wikipédia-szócikk ezen változatának fordításán alapul.  Az eredeti cikk szerkesztőit annak laptörténete sorolja fel. Ez a jelzés csupán a megfogalmazás eredetét és a szerzői jogokat jelzi, nem szolgál a cikkben szereplő információk forrásmegjelöléseként.

## Külső hivatkozások
- Hivatalos weboldal